# ФК Адреналин Котор
Фудбалски клуб Адреналин, црногорски је фудбалски клуб из Котора, који се такмичи у Трећој лиги Црне Горе у регији Југ.
Утакмице као домаћин обично игра на помоћном стадиону ФК Бокељ, док неке утакмице игра и на другим стадионима, укључујући помоћни стадион ФК Ловћен на Цетињу.

## Историја
Основан је 2024. године и поред млађих категорија, исте године је почео да се такмичи и у сениорској конкуренцији. Такмичење је почео у сезони 2024/25. гдје је у другом колу побиједио Слогу Радовићи 6 : 4 и остварио прву побједу у историји.

## Резултати у такмичењима у Црној Гори
| Сезона   | Степен | Лига             | Бр. екипа | Позиција | Куп             |
| -------- | ------ | ---------------- | --------- | -------- | --------------- |
| 2024/25. | 3.     | Трећа лига — Југ | 7         | 5        | Није учествовао |